# Helm (Forgotten Realms)
Helm è una divinità immaginaria appartenente all'ambientazione Forgotten Realms per il gioco di ruolo fantasy Dungeons & Dragons. È una divinità intermedia del pantheon faerûniano.
Il suo simbolo è rappresentato da un occhio aperto con la pupilla blu su un guanto d'arme.
La sua arma preferita è "Semprevigile", una spada bastarda.
Helm è un dio risoluto e totalmente dedito al suo dovere, che antepone a qualsiasi altra cosa.
Pur essendo alleato di Torm, le rispettive chiese sono in aperta rivalità.
Helm è un fiero oppositore delle divinità della distruzione e del tradimento, nonché del suo antico nemico Bane.
Durante il "Periodo dei Disordini" Helm fu l'unica divinità a mantenere il suo status divino, in quanto fu incaricato da Lord Ao di sorvegliare gli accessi ai Piani Esterni.

## Dogmi
La fiducia non va mai tradita. Sii sempre vigile ed accorto. Fermati, attendi ed osserva con attenzione. Sii sempre leale e diligente nell’espletare gli ordini che ti vengono impartiti. Difendi sempre chi ne ha di bisogno, deboli, malati, poveri ed anche i giovani. Non sacrificarli mai, né per altri, tantomeno per te stesso.
Ricorda di anticipare sempre gli attacchi e di essere sempre pronto, studia il tuo nemico fino ad averne una discreta conoscenza. Prenditi cura delle tue armi, così che possano svolgere al meglio il loro dovere, quando richiesto.
Un'azione ben premeditata ha sempre la meglio su quella avventata. Qualora un ordine segua il dettato di Helm, eseguilo sempre e senza indugio. dai prova di lealtà ed eccellenza nel tuo compito di guardiano e protettore.